# GeeksPhone
GeeksPhone fue una start-up española dedicada al desarrollo de smartphones caracterizados por su privacidad y fuerte sistema de seguridad.

## Historia
GeeksPhone fue creada por Javier Agüera y Rodrigo Silva-Ramos a principios del 2009. Su primera creación fue el GeeksPhone One, anunciado en 2009 y que empezó a comercializarse a principios del 2010, convirtiéndose en la primera marca europea en lanzar un móvil Android al mercado.  En total, la empresa ha desarrollado tres terminales, incluyendo, además del GeeksPhone One, el Zero y Two, presentado en mayo del 2012. 
En 2014, en colaboración con la empresa Silent Circle fundan SPG, empresa fabricante del teléfono antiespías blackphone. A primeros de 2015 venden el 50% que poseían en esta empresa y SGP queda totalmente en manos de Silent Circle.
En julio de 2015 anuncia que dejan de fabricar creación de nuevos teléfonos móviles. A partir de este momento Javier Agüera trabajará para Silent Circle en el desarrollo de Blackphone y Silva-Ramos y otros empleados trabajarán en el proyecto de geeks!me

## Filosofía
GeeksPhone está especializada en el desarrollo, promoción y comercialización de soluciones de telefonía móvil con código abierto. La compañía considera que el Geeksphone One y sus sucesores, son la primera etapa de esta iniciativa.
Los Geeksphone son los primeros smartphones basados en Android, que permiten al usuario modificar el sistema operativo sin la necesidad de tener que rootear el dispositivo. De esta forma, el teléfono es fácilmente modificable y adaptable a las necesidades del usuario. Además, la página web de la empresa cuenta con un foro y un sistema wiki que permite a los usuarios compartir información y consejos sobre el funcionamiento de los móviles.